# Ruta Estatal de Nevada 774
La Ruta Estatal de Nevada 774, y abreviada SR 774 (en inglés: Nevada State Route 774) es una carretera estatal estadounidense ubicada en el estado de Nevada. La carretera inicia en el Sur desde la 3rd St in Gold Point hacia el Norte en la  SR 266     en Lida. La carretera tiene una longitud de 12 km (7.445 mi).

## Mantenimiento
Al igual que las autopistas interestatales, y las rutas federales y el resto de carreteras estatales, la Ruta Estatal de Nevada 774 es administrada y mantenida por el Departamento de Transporte de Nevada por sus siglas en inglés Nevada DOT.

## Cruces
La Ruta Estatal de Nevada 774 es atravesada principalmente por la .